# ام‌اس آنسرویل

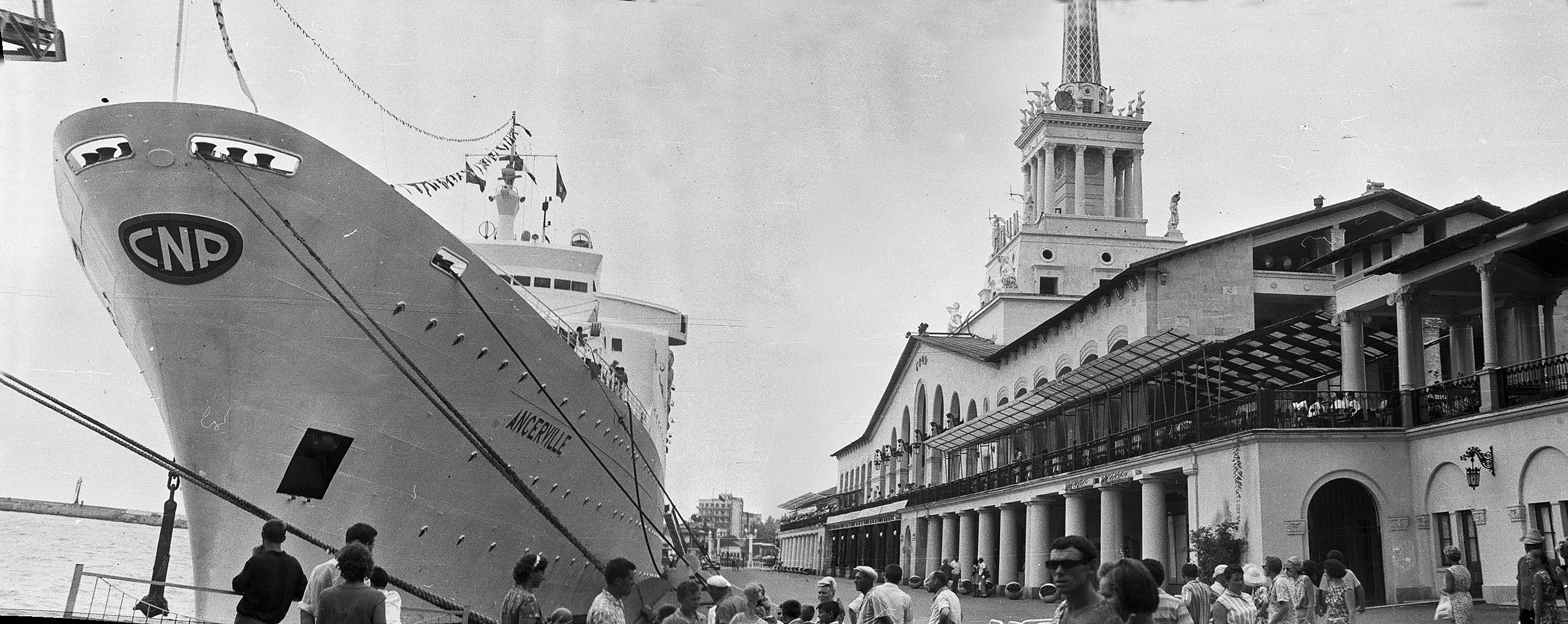
ام‌اس آنسرویل در 1967

ام‌اس آنسرویل (به انگلیسی: MS Ancerville) یک کشتی است که طول آن 551 feet می‌باشد. این کشتی در سال ۱۹۶۲ ساخته شد.